# Tiina Lillak
Tiina Lillak, född 15 april 1961 i Helsingfors, är en finländsk före detta friidrottare (spjutkastare).
Lillak var under 1980-talet en av världens bästa kvinnliga spjutkastare med två världsrekord på meritlistan. Vid hemma-VM 1983 vann Lillak guld i spjut, och året efter slutade hon tvåa vid OS i Los Angeles. Totalt vann hon sju finländska mästerskap i spjut.
1992 valde Lillak att avsluta sin aktiva karriär.